# François Bousgarbiès
François Bousgarbiès, né le 9 décembre 1886 à Pamiers et mort le 15 décembre 1980 à Toulouse, est un poète français du XXe siècle.

## Biographie
François Pierre Denis Bousgarbiès est né le 9 décembre 1886 à Pamiers, il est le fils de Pierre Clément Cyprien Bousgarbiès, professeur de sciences au collège de Pamiers puis avoué auprès du tribunal de Limoux, et de Laurence Denise Pauline Marie Gratelot. Il est le frère du député de l'Aude Jean Bousgarbiès.
Il obtient son baccalauréat à Pamiers et poursuit des études de droit à Toulouse jusqu'en licence et les termine à Paris.
En 1906, il réside à Limoux quand il est appelé au bureau de recrutement de Narbonne pour effectuer son service militaire sous le matricule 1196. Il est alors étudiant en droit. Il s'engage pour 3 ans au 100e régiment d'infanterie. Nommé caporal en 1905, sergent en 1906, il est sous-lieutenant de réserve en décembre 1911.
Sa thèse de doctorat en droit Du luxe féminin est publiée par Mollat à Toulouse en 1914, il est avocat.
Dès le début de la Première Guerre mondiale, il est mobilisé et incorporé dans le 5 août 1914, dans la Marne. Promu lieutenant en 1915, il est blessé dans la Somme en 1916 et renvoyé dans ses foyers le 10 juillet 1916. Il dédie son recueil de poèmes Les Clairons et les glas au 170e régiment d'infanterie.
En 1964, âgé de 79 ans, il fait parler de lui en déposant plainte contre la France à propos d'une émission de télévision parodique du service public qu'il juge indécente et réclame 1 franc de dommages et intérêts. Cette affaire fera même l'objet d'un article outre-Atlantique, dans le magazine Time du 20 novembre 1964.
Il meurt le 15 décembre 1980 à Toulouse.

## Œuvres
- Du luxe féminin, de quelques-uns de ses problèmes et de quelques-unes de ses conséquences en droit, 1914
- Les Clairons et les glas, 1916
- Les roses sous les cyprès, poésies, 1921
- Les sens de l'âme, 1927

## Distinctions
- 1917 : Académie française - Prix Archon-Despérouses pour Les Clairons et les glas[8]